# James Maslow
James David Maslow (New York, 16 juli 1990) is een Amerikaans televisieacteur.

## Biografie
Maslow werd geboren in New York en groeide op in La Jolla, een stad in Californië. Als zesjarige, tijdens zijn schooltijd, zong hij in het San Diego Children's Choir. Hij sloot zijn schooltijd af nadat hij halverwege de tiende klas (in Nederland ongeveer de vierde klas) van de School of Creative and Performing Arts in San Diego overging naar de Coronado School of the Arts, waar hij in 2007 afstudeerde.
Op zijn tiende kreeg hij zijn eerste musicalrol in de opera La bohème. Vier jaar later kreeg Maslow een manager, die hem een rol bezorgde in de musical Les Misérables. Zijn eerste televisierol was in de serie iCarly. Maslow speelde de rol van Shane, een jongen waar de twee hoofdrolspeelsters (Carly Shay en Sam Puckett) beiden verliefd op worden en door hem ruzie krijgen. Maslow hernam deze rol in 2023 in de vernieuwde iCarly voor volwassene op streamingdienst Paramount+.
Na een rol in de film @urFRENZ werd Maslow gecast voor een eigen televisieserie voor Nickelodeon, Big Time Rush. Maslow speelde daarin van 2009 tot en met 2013 James Diamond. Samen met de hoofdrolspelers van de serie, Kendall Schmidt, Carlos Pena jr. en Logan Henderson, bracht Maslow tot 2014 af en toe nummers uit.
Hij heeft naast zijn optreden in de serie Big Time Rush vele andere rollen gekregen.